# Жамантуз
Жаманту́з (каз. Жамантұз) — село у складі Зерендинського району Акмолинської області Казахстану. Входить до складу сільського округу імені Канай-бі.
Населення — 27 осіб (2021; 134 у 2009, 217 у 1999, 301 у 1989).
Національний склад станом на 1989 рік:
- казахи — 100 %.